# Jota Tauri
Jota Tauri (ι Tau) – gwiazda znajdująca się w gwiazdozbiorze Byka. Gwiazda ta jest oddalona o około 173 lata świetlne od Słońca.

## Charakterystyka
Jota Tauri to karzeł należący do typu widmowego A o obserwowanej wielkości gwiazdowej równej +4,626m. Jest on odległym członkiem gromady otwartej Hiad. Jest to gwiazda podwójna, co odkryto dzięki zakryciu gwiazdy; drugi składnik o jasności obserwowanej 5,4m jest oddalony o 0,4 sekundy kątowej.